# Памплона
Пампло́на (Ирунья) (исп. Pamplona, баск. Iruña, лат. Pompaelo, Pompelon, Pompeiopolis, Pampilona) — столица автономной области Наварра на севере Испании, один из древнейших городов страны. Расположена у подножия Западных Пиренеев, на реке Арге (притоке Арагона).
Муниципалитет находится в составе района (комарки) Куэнка-де-Памплона.
Наибольшую известность в мире Памплона получила благодаря празднику Сан-Фермин, проходящему ежегодно с 6 по 14 июля (увековечен в романе Эрнеста Хемингуэя «И восходит солнце (Фиеста)») и, прежде всего, благодаря энсьерро — бегу по улицам города мужчин от двенадцати разъярённых быков.

## История
Памплона основана в 70-е годы до н. э. римским полководцем Гнеем Помпеем (откуда и происходит название города); предположительно, на месте Памплоны до этого времени существовало небольшое баскское поселение. В 446 году город был занят вестготами, затем, в середине VI века, — франками. В VIII веке Памплона стала столицей независимого королевства Наварра. С 738 года Памплона находилась под господством мавров, — до тех пор, пока не была завоёвана франкским королём Карлом Великим, заключившим союз с басками. С тех пор Памплона много раз переходила из рук в руки, пока в 1512 году не вошла окончательно в состав Испанского королевства. Расцвет Памплоны пришёлся на XI век, когда город принимал паломников, направлявшихся в Сантьяго-де-Компостела.

## Экономика
Памплона привлекает многочисленных туристов. Развита машиностроительная, химическая, целлюлозно-бумажная, пищевая промышленность.

## Культура
В городе имеется два университета: Университет Наварры и Публичный университет Наварры. Археологическое и художественное наследие провинции представлено в Музее Наварры. С 2004 года в Памплоне проходит ежегодный международный фестиваль документального кино «Пунто де виста». Памплона также славится своим энсьерро.

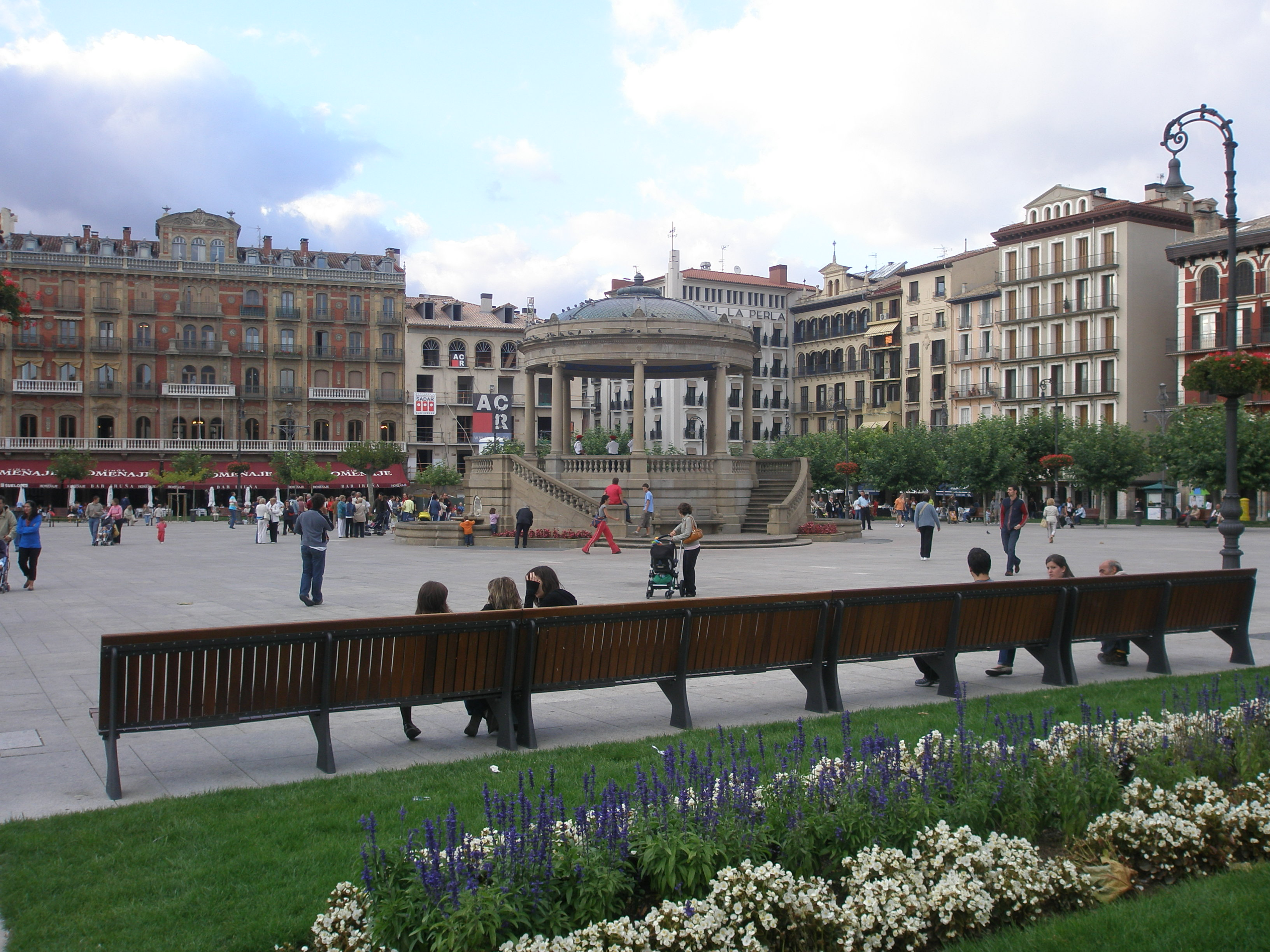
Центральная площадь города — площадь Кастилии

## Спорт
В Памплоне базируется футбольный клуб  Осасуна. Свои домашние матчи она проводит на стадионе Рейно де Наварра (19 800 мест).

## Города побратимы
- Байонна, Франция (1960)
- Ямагути, Япония (1980)
- Падерборн, Германия (1992)
- Памплона, Колумбия (2001)

## Достопримечательности

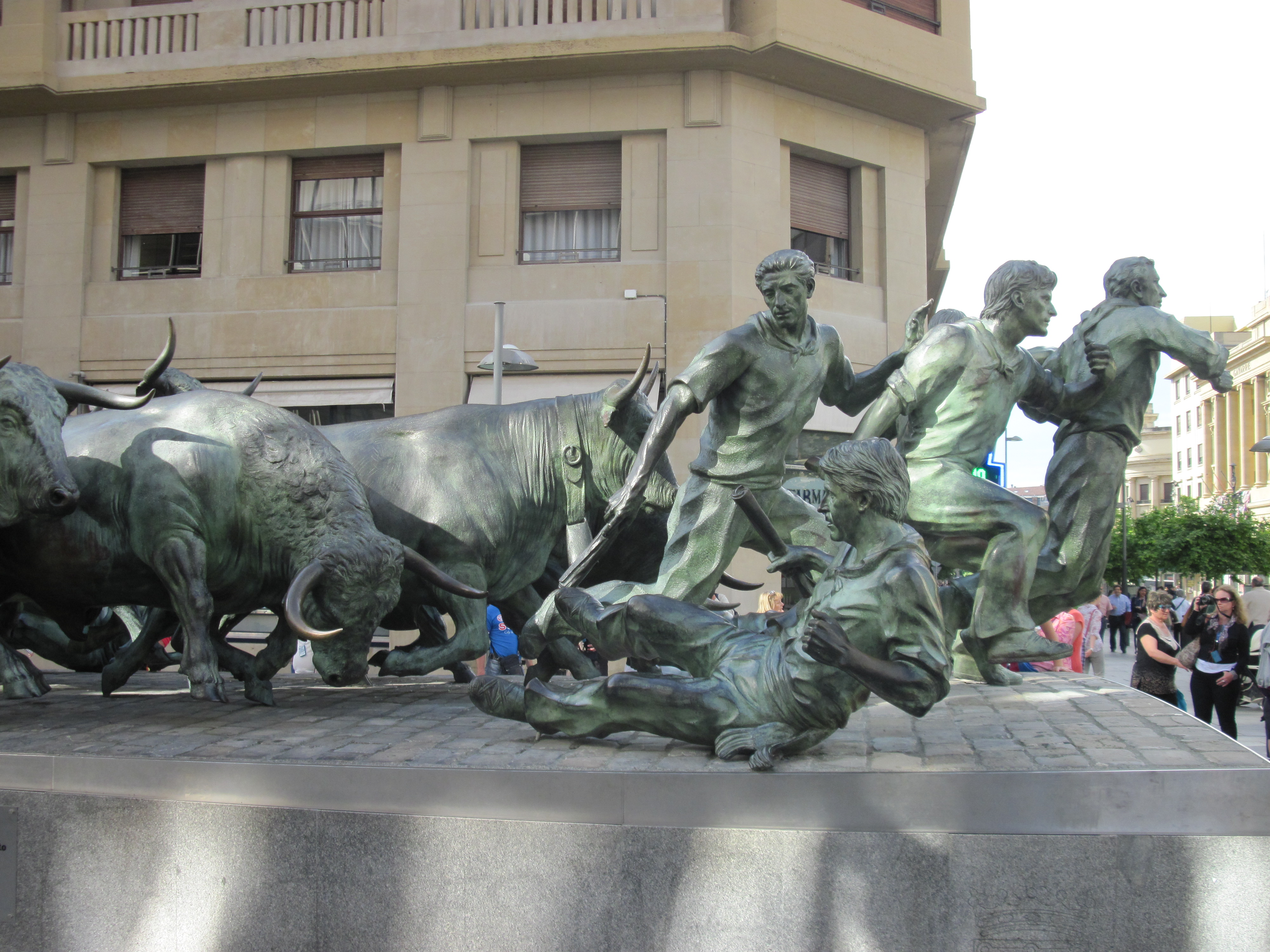
Памятник энсьерро в Памплоне

- Кафедральный собор и музей религиозного искусства (в составе соборного комплекса);
- средневековые цитадель и церковь Сан-Сатурнино;
- королевский дворец (середина XIX века);
- здание мэрии в стиле барокко;
- парк Таконера с памятником герою Наварры Х. Гайеру.

## Музеи
- Музей религиозного искусства
- Историко-художественный музей Наварры

## Известные уроженцы
В Памплоне родились многие известные деятели Испании — скрипач и композитор Пабло Сарасате, политик Хосе Санхурхо и Амайя Ромеро - испанская певица, совместно с Альфредом Гарсия представили Испанию на Евровидении-2018. 